# Eric Brandon
Eric Brandon, britanski dirkač Formule 1, * 18. julij 1920, East Ham, London, Anglija, Združeno kraljestvo, † 8. avgust 1982, Gosport, Hampshire, Anglija.

## Življenjepis
Debitiral je v sezoni 1952, ko je z dirkalnikom Cooper T20 privatnega moštva Ecurie Richmond nastopil na štirih dirkah, Veliki nagradi Švice, kjer je z osmim mestom dosegel svoj najboljši rezultat v karieri, Veliki nagradi Belgije, kjer je zasedel deveto mesto z več kot tremi krogi zaostanka za zmagovalcem, Veliki nagradi Velike Britanije, kjer je zasedel dvajseto mesto z več kot devetimi krogi zaostanka za zmagovalcem, in Veliki nagradi Italije, kjer je osvojil trinajsto mesto z več kot sedmimi krogi zaostanka za zmagovalcem. Zadnjič je v Formuli 1 nastopil na domači dirki za Veliko nagrado Velike Britanije v sezoni 1954, kjer je z dirkalnikom Cooper T23 odstopil v drugem krogu zaradi okvare motorja.

## Popolni rezultati Formule 1
(legenda) (odebeljene dirke pomenijo najboljši štartni položaj, poševne pa najhitrejši krog, †-uvrščen kljub odstopu)
| Leto | Moštvo          | Šasija     | Motor              | 1     | 2   | 3     | 4   | 5      | 6   | 7   | 8      | 9   | Prv | Toč |
| ---- | --------------- | ---------- | ------------------ | ----- | --- | ----- | --- | ------ | --- | --- | ------ | --- | --- | --- |
| 1952 | Ecurie Richmond | Cooper T20 | Bristol Straight-6 | ŠVI 8 | 500 | BEL 9 | FRA | VB 20  | NEM | NIZ | ITA 13 |     | -   | 0   |
| 1954 | Ecurie Richmond | Cooper T23 | Bristol Straight-6 | ARG   | 500 | BEL   | FRA | VB Ret | NEM | ŠVI | ITA    | ŠPA | -   | 0   |